# Åfjord
Åfjord kommune ligger på Fosenhalvøen i Trøndelag fylke i Norge. I forbindelse med Kommunereformen i Norge blev Roan lagt sammen med Åfjord kommune fra 1. januar 2020. Kommunen grænser i nord til Roan, i syd til Bjugn og Rissa og i øst til Nord-Trøndelag fylke med Verran og Namdalseid kommuner. I havet udenfor kysten ligger øgruppen Froan med Halten fyr i Frøya kommune.

## Geografi
Indløbet af den omkring 15 km lange Åfjorden skiller Åfjord og Bjugn kommuner. Det meste af fjorden ligger i kommunen, som den har givet navnet til.
Åfjord har to større lakseelve: Norddalselven og Stordalselven. Der findes også fisk i mere end tusind vandløb og søer. De største er Stordalsvatnet og Storvatnet i Sørdalen. Andre søer er Straumsetervatnet
Højeste punkt er Finnvollheia (samisk Raassje) (675 moh.). Topunktet markerer grænsen mellem kommunerne Åfjord og Namdalseid.

### Høyeste fjelde
- Finnvollheia (675 moh.)
- Haravassheia (666 moh.)
- Storfjellet (650 moh.)
- Dåapma (644 moh.)
- Kastbotnheia (610 moh.)

### Naturbeskyttelsesområder
Disse er beskyttet efter naturværnloven.
- Bingsholmsråsa fuglefredningsområde, strandlandskab
- Grønnlia naturreservat, bakkemose
- Sekken naturreservat, blandingsskov
- Hosensand, landskapsvern, plantefredning
- Momyr naturreservat, moselandskab
- Madsøya naturreservat, kalkvegetation

## Samfund
Størstedelen af Åfjords befolkning bor i byerne Årnes og Refsnes som har dannet sig ved trafikknudepunkterne for henholdsvis vej- og søtrafik. Beboede øer er Stokkøya, Linesøya og Lauvøya, andre bebyggelser er Amunddal, Sørdalen, Stordalen, Stoksund og Momyr.
Åfjord videregående skole tilbyder uddannelse i almene, økonomiske og administrative fag, elektrofag, byggefag, tømrerfag, betonfag, hotel- og næringsmiddelfag, helse- og socialfag, børne- og ungdomsarbejderfag.

### Trafik
Åfjord er knyttet til det norske vejnet gennem rigsvej 715, som forbinder kommunen med Trondheim og med Namdalseid. Rigsvej 723 forbinder kommunecentret med Stoksund.
Mellem Kjerkholmen ved Revsnes og Linesøya er der færgeforbindelse.
Der er busforbindelse til Trondheim to gange daglig og til Osen en gang daglig. Nærmeste større lufthavn er Trondheim Lufthavn, Værnes, desuden er der direkte fly mellem Ørland Lufthavn og Oslo Lufthavn daglig undtagen lørdag. Nærmeste jernbanestation er Trondheim S.

## Erhvervsliv
Åfjords erhvervsliv er præget af flere store entreprenørvirksomheder med mange opgaver uden for kommunen. Andre erhverv er landbrug, skovbrug, fiskeri, tjenesteydelser og transport).
Tidligere var bygning af Åfjordsbåden et vigtigt håndværk. Omkring år 1900 blev der bygget henimod 1.000 både om året.

## Historie
- Åfjord prestegjeld bestod i 1589 af Å sogn og annekssognet Jøssund.
- 1892 blev Bjørnør (naboherredet i nord) delt op i herrederne Stoksund, Roan og Osen.
- 1896 blev Jøssund selvstændigt herred.
- 13. juli 1934 blev det bestemt ved kongelig resolution, at navnet Å skulle ændres til Åfjord. Navnet Å, som oprindelig var prestegjeldets navn, bliver siden brugt om bebyggelserne og gårdene rundt om Åfjord kirke.
- 1950 fik Åfjord fast vejforbindelse med nabokommunerne i syd. Årnes blev da etableret som kommunecenter.
- 1955 blev vejen til Stoksund åbnet.
- 1. januar 1964 blev Åfjord herred og Stoksund herred slået sammen til Åfjord kommune.
- 1. november 1980 ændrede postvæsenet stednavnet fra Å i Åfjord til Åfjord.

## Kultur

### Tusenårssted
- Norges største samling af gravhøje og bautastene fra folkevandringstiden, 400–600 e.Kr., ligger på Dragseid som er Åfjords tusenårssted.

### Seværdigheder
- Fredmoen, tidligere lakselordstue, nu museum for laks og elv
- Gildeseteren, restaureret sæter
- Harbakshola, en naturlig hule
- Kulturtunet, bygdemuseum med trønderlån (Naustanstua), et stabbur og et bådskur
- Lauvøya, Fosens grønne ø
- Mælanakken, udsigtspunkt
- Stokkøybrua, Sør-Trøndelags længste bro
- Stoksund kirke
- Støvelfossen, foss med laksevandring
- Sørdalskverna, historisk vanddrevet kværn
- Åfjord kirke